# 弗蘭西斯科索拉諾波佩斯元帥鎮
25°14′S 55°5′W / 25.233°S 55.083°W
弗蘭西斯科索拉諾波佩斯元帥鎮（西班牙語：Mariscal Francisco Solano López），是巴拉圭的城鎮，位於該國東部，由卡瓜蘇省負責管轄，面積1,230平方公里，2002年人口7,330，人口密度每平方公里5.96人。